# Михалівська єпархія
Михалівсько-Кошицька єпархія (словац. Michalovsko-košická pravoslávna eparchia; Міхаловська єпархія; Михаловська; Михайлівська) — єпархія Православної церкви Чеських земель і Словаччини із центром у місті Михалівці, Кошицький край, Словаччина.
Михалівсько-Кошицька православна єпархія є однією з двох єпархій Православної церкви Чеських земель і Словаччини в Словаччині (другою є Пряшівська єпархія). Очільником єпархії з 2007 року є архієпископ Міхаловський і Кошицький Юрай / Георгій (Странський).
Михалівсько-Кошицька єпархія була утворена 28 липня 1950 року на Пряшівському синоді (в той час утворена як Михалівська єпархія) після відділення від Пряшівської єпархії. Її першим єпархом став колишній греко-католицький священик Олександр Міхаліч (словац. Alexander Michalič). 
За пропозицією єпископа Юрая (Георгій (Странський)), з 19 лютого 2009 року єпархія була перейменована на її сучасну назву.
До 2009 року єпархія мала назву «Михалівська єпархія».
Кафедральні собори:
- Собор святих Кирила і Мефодія (Михайлівці) (словац. Katedrálny chrám Sv. Cyrila a Metoda v Michalovciach)[7].
- Собор Пресв. Богородиці, св. Яна Милостівого і св. Розалії з Палермо (Кошиці) (словац. Katedralny chrám Zosnutia Presv. Bohorodičky, sv. Jana Milostiveho a sv. Rozálie z Palerma)[8].

Православна церковна громада в місті Кошиці Михалівсько-Кошицької православної єпархії проводить літургії в кафедральному соборі Пресвятої Богородиці, св. Яна Милостівого і св. Розалії з Палермо в місті Кошиці. Очільником собору є протоієрей Владимир Спішак (словац. Vladimír Spišák), Архідиякон: Матуш Спішак (словац. Matúš Spišák).

## Історія
Михалівська єпархія створена в 1950 році. Першим єпископом Михалівським став преосвященний Олександр (Міхаліч), колишній греко-католицький канонік, що перейшов у Православну церкву на Пряшівському соборі 1950 року. Його наступниками були єпископи Мефодій (Міллий), Кирил (Мучічка). З 1980 по 1983 роки Міхаловською єпархією керував єпископ Никанор (Юхим'юк). Після переходу владики Никанора на Оломоуцько-Брненську кафедру єпископом Міхаловським став преосвященний Йоан (Голоніч).
Нині єпархію очолює архієпископ Михалівський і Кошицький Юрай / Георгій (Странський).
Єпархіальні збори Михайлівської єпархії в Михайлівцях 19 лютого 2009 року змінили назву єпархії на «Михалівсько-Кошицька єпархія».

## Ієрархія
Правлячі архієреї:
- Олександр (Міхаліч) (1950–1954)
- Мефодій (Міллий) (1954–1965)
- Кирил (Мучічка) (1965–1979)
- Никанор (Юхим'юк) (1980–1983)
- Йоан (Голоніч) (1983–2006)
- Георгій (Странський) (з 30 вересня 2007)

Вікарні архієреї:
- Мефодій (Міллий) (1953–1954)
- Мефодій (Канчуга) (1962–1964)

## Устрій
На початку 2000-х на території єпархії було 25 храмів, об'єднаних у 26 парафій. Парафії розділені на 4 архідеканати (благочиння). 8 громад, які не мають храмів, здійснюють богослужіння на переносних престолах.
Кафедральний собор: святих Кирила і Мефодія (Михайлівці). Адреса: ul. Duklianska 20, 071 01 Michalovce. 
А також Кафедральний собор Пресв. Богородиці, св. Яна Милостівого і св. Розалії з Палермо (Кошиці). Адреса: ul. Československej armády 22, 040 01 Košice.
Єпархіальне управління: Duklianska 16, 071 34 Michalovce.

### Благочиння
- Михайлівське: Михаловці.
- Кошицьке і Вельки-Кртишське: Кошиці.
- Собранецьке: Собранці.
- Требішовське: Требішов

### Сайти
- (словац.) Історія єпархії на офіційному сайті єпархії
- (рос.) Бурега В. В. Епархии Православной Церкви Чешских земель и Словакии.
- (чеськ.) Схема єпархій на офіційному сайті Православної церкви Чеських земель і Словаччини